# Miniopterus
Miniopterus là một chi động vật có vú trong họ Dơi muỗi, bộ Dơi. Chi này được Bonaparte miêu tả năm 1837. Loài điển hình của chi này là Vespertilio ursinii Bonaparte, 1837 (= Vespertilio schreibersii Kuhl, 1817).

## Các loài
Chi này gồm các loài:
- Miniopterus aelleni Goodman, Maminirina, Weyeneth, Bradman, Christidis, Ruedi & Appleton, 2009
- Miniopterus africanus Sanborn, 1936 [considerada sinónimo de M. inflatus.[17]]
- Miniopterus australis Tomes, 1858
- Miniopterus brachytragos Goodman, Maminirina, Bradman, Christidis & Appleton, 2009
- Miniopterus egeri Goodman, Ramasindrazana, Maminirina, Schoeman & Appleton, 2011
- Miniopterus fraterculus Thomas & Schwann, 1906
- Miniopterus fuliginosus (Hodgson, 1835)
- Miniopterus fuscus Bonhote, 1902
- Miniopterus gleni Egar, Mitchell & Peterson, 1995
- Miniopterus griffithsi Goodman, Maminirina, Bradman, Christidis & Appleton, 2010
- Miniopterus griveaudi Harrison, 1959
- Miniopterus inflatus Thomas, 1903
- Miniopterus macrocneme Revilliod, 1913
- Miniopterus maghrebensis Puechmaille, Allegrini, Benda, Bilgin, Ibañez & Juste, 2014
- Miniopterus magnater Sanborn, 1931
- Miniopterus mahafaliensis Goodman, Maminirina, Bradman, Christidis & Appleton, 2009
- Miniopterus majori Thomas, 1906
- Miniopterus manavi Thomas, 1906
- Miniopterus medius Thomas & Wroughton, 1909
- Miniopterus minor Peters, 1867
- Miniopterus mossambicus Monadjem, Goodman, Tanley & Appleton, 2013
- Miniopterus natalensis (A. Smith, 1834)
- Miniopterus newtoni Bocage, 1889
- Miniopterus oceanensis Maeda, 1982
- Miniopterus orianae Thomas, 1922
- Miniopterus pallidus Thomas, 1907
- Miniopterus paululus Hollister, 1913
- Miniopterus petersoni Goodman, Bradman, Maminirina, Ryan, Christidis & Appleton, 2008
- Miniopterus pusillus Dobson, 1876
- Miniopterus robustior Revilliod, 1914
- Miniopterus schreibersii (Kuhl, 1817)
- Miniopterus shortridgei Laurie & Hill, 1957
- Miniopterus sororculus Goodman, Ryan, Maminirina, Fahr, Christidis & Appleton, 2007
- Miniopterus tristis (Waterhouse, 1845)
- Miniopterus villiersi Aellen, 1956

## Hình ảnh